# Teya Dora
Teodora Pavlovska (Bor, 1 mei 1992), beter bekend onder haar artiestennaam Teya Dora, is een Servisch zangeres, songwriter en producer.

## Biografie
Teya Dora werd op 1 mei 1992 geboren in Bor in Joegoslavië. Op jonge leeftijd verhuisde ze naar Belgrado waar ze ging studeren aan een muziekschool. Vervolgens ging ze studeren aan de Berklee College of Music in Boston, Massachusetts in Verenigde Staten.  Na haar studie te hebben afgerond, trok Dora verder naar New York waar ze als songwriter ging werken.
In 2018 keerde ze terug naar Servië waar ze de single 'Nema limita' uitbracht. Het jaar erna bracht ze nog een single 'Da na meni je' uit waarin ze haar debuut als recorder maakte als Teya Dora. Na meerdere andere singles te hebben uitgebracht, werd  in 2023 de single 'Džanum' uiteindelijk de single waarmee Dora doorbrak. Het nummer ging viraal op TikTok, haalde 75.000 views op YouTube en 100.000 stream op Spotify. Het nummer haalde de vierde plek in Spotify's global chart op 22 mei 2023 en Dora werd de derde Servische artiest die honderd miljoen luisteraars op streamingdiensten kreeg na Konstrakta en Luke Black, de Servische deelnemers aan het Eurovisiesongfestival in 2022 en 2023.
In december 2023 werd Dora aangekondigd als deelnemer van Pesma za Evroviziju 2024, de Servische preselectie voor het Eurovisiesongfestival 2024. Op 2 maart 2024 wist Dora met het nummer 'Ramonda' met de zegepalm aan de haal te gaan door de jurystemming te winnen en tweede te eindigen bij de publieksstemming. Ze vertegenwoordigde daarom Servië op het Eurovisiesongfestival 2024 in het Zweedse Malmö. Daar werd ze tiende in de eerste halve finale en zeventiende in de finale.
2007: Marija Šerifović · 
2008: Jelena Tomašević feat. Bora Dugić · 
2009: Marko Kon & Milaan · 
2010: Milan Stanković · 
2011: Nina Radojčić · 
2012: Željko Joksimović · 
2013: Moje 3 · 
2015: Bojana Stamenov · 
2016: Sanja Vučić · 
2017: Tijana Bogićević · 
2018: Sanja Ilić & Balkanika · 
2019: Nevena Božović · 
2021: Hurricane · 
2022: Konstrakta · 
2023: Luke Black · 
2024: Teya Dora · 
2025: Princ